# Liste des Statthalter d'Alsace-Lorraine

Drapeau

Armoiries

Le Statthalter d'Alsace-Lorraine gouvernait le Reichsland Elsaß-Lothringen. Un Statthalter, ou gouverneur, était un administrateur dans l'Empire allemand. 

## Contexte historique
Le Statthalter était le représentant de l'empereur dans l'Alsace-Lorraine. L'Alsace et la partie de la Lorraine qui deviendra la Moselle sont annexées en 1871 par l'empire wilhelminien. Ces territoires français furent réunies sous une présidence unique d'Alsace-Lorraine, qui fut transformée ensuite en gouvernement par le chancelier Bismarck en 1879. Ce gouvernement avait à sa tête un Statthalter (gouverneur) doté de pouvoirs étendus, tant en matières civiles que militaires. Cette transformation visait entre autres à éloigner de la cour Edwin von Manteuffel en qui le chancelier voyait un rival potentiel[réf. souhaitée].
Le Statthalter résidait à Strasbourg qui faisait office de capitale, tandis qu'un gouverneur militaire était installé au Palais du Gouverneur de Metz.

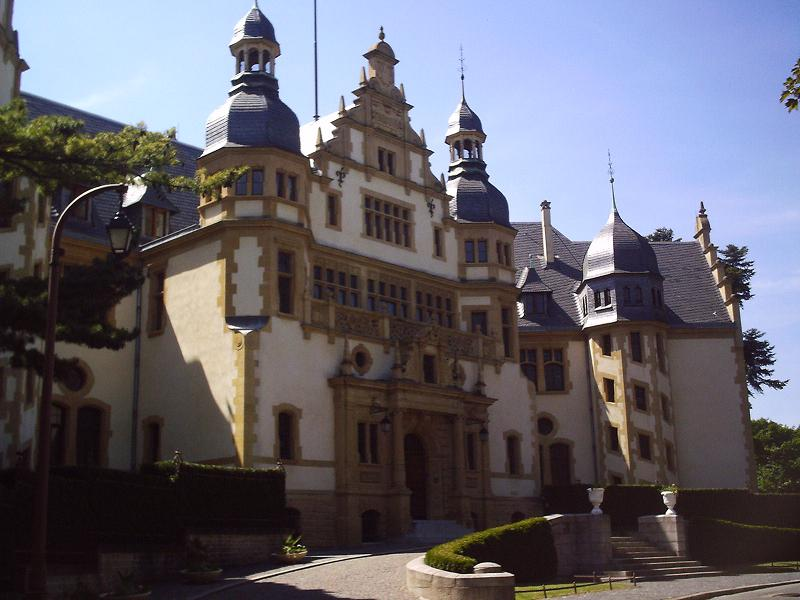
Le palais du gouverneur militaire de Metz

En 1911, une constitution fut accordée au Reichsland Elsass-Lothringen, nouvelle « Terre d'Empire ». 
Le Reichsland disparut avec le retour des territoires annexés à la France en janvier 1919. 
Bien qu'annexé de facto dès juillet 1940 par le Troisième Reich nazi, le Statthalterrat d'Alsace-Lorraine ne fut pas rétabli. La Lorraine annexée fut rattachée au Gau Westmark, subdivision qui regroupait également la Sarre et le Palatinat, et dont la capitale était Sarrebruck ; tandis que l'Alsace fut rattachée à la Souabe.

## Présidence d'Alsace-Lorraine
- 1871 à 1879 : Eduard von Möller

## Statthalterat d'Alsace-Lorraine
- 1879 à 1885 : Edwin von Manteuffel
- 1885 à 1894 : Chlodwig von Hohenlohe-Schillingsfürst
- 1894 à 1907 : Hermann zu Hohenlohe-Langenburg
- 1907 à 1914 : Karl von Wedel
- 1914 à 1918 : Johann von Dallwitz
- Octobre-novembre 1918 : Rudolf Schwander